# زنان نقال ایران

نقالی سارا عباسپور در یونسکو

 بنیان گذار گروه نقالی پازیریک و نقل تطبیقی او همچنین اجراهای بین المللی مهم دیگری در کشور های هلند آلمان چین ایتالیا اسلوونی صربستان روسیه و... داشته که برخی از آنها به زبان انگلیسی اجراشده. 

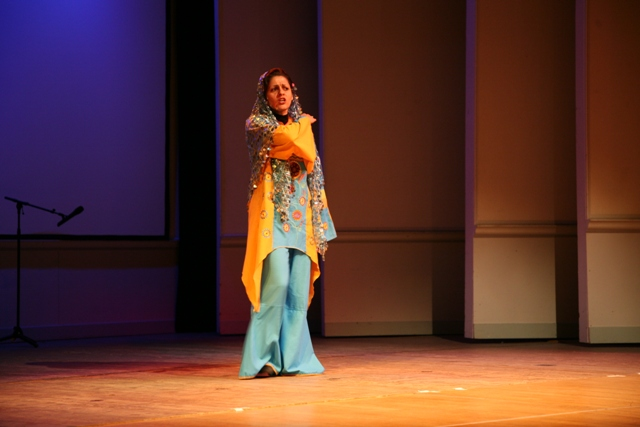
نقالی مرجان صادقی در آلمان

بیشتر نقالی ایرانی که روایت‌گری داستان‌های ایرانی در ایران باستان و دوره اسلامی بوده‌است بر عهده مردان در قهوه‌خانه‌ها بوده‌است اما در طول تاریخ زنان داستان‌سرایی بوده‌اند که در گردهمایی مردم به داستان‌های ایرانی و به ویژه شاهنامه فردوسی به عنوان پیشه، می‌پرداختند.
نقالی آوازی همراه با موسیقی را در ایران باستان خنیاگری یا رامشگری می‌نامیدند. اصطلاح «نقالی» در دوره صفویه در ایران رایج شده و پیشتر با اصطلاحهای دیگری نیز شناخته می‌شده‌است که از آن جمله می‌توان به واقعه‌خوانی، قصه‌سرایی موزون، نقالی آوازی، خنیاگری، رامشگری، روضه‌خوانی، صورت‌خوانی، مناقب‌خوانی، سخنوَری، ذاکری، پرده‌خوانی، قوالی، معرکه‌گیری و واگویه اشاره داشت.
نخستین زنان نقال که روایتگر داستان‌های ایرانی بودند با همراهی نوازندگان به داستان‌گویی می‌پرداختند. پس از زمان ساسانیان، بانوان نقال بدون ساز هم نقالی می‌کرده‌اند اما هم‌چنان‌که مشخص است نقال، واژه‌ای عربی است که در آن زمان این واژه رایج نبوده‌است.

## زنان نقال در شاهنامه فردوسی
نخستین زن نقّال ایران در زمان ساسانیان در شاهنامهٔ فردوسی با نام آزادهٔ رومی یاد می‌شود که خنیاگر بهرام گور بوده و نقّالی موسیقایی انجام می‌داده‌است.
زنان نقالی که در شاهنامه نام آنان برده شده‌است شخصیت‌های مشهوری هم‌چون مشک‌ناز، مشکنک، نازتاب، سوسنک، ماه‌آفرید، فرانک و گُردیه بوده‌اند.
مهم‌ترین بانوی نقّال پس از اسلام، همسر فردوسی بوده که خدای‌نامک یا شاهنامه‌های منثور به زبان پهلوی را برای فردوسی می‌خوانده‌است که در سرآغاز داستان بیژن و منیژه، فردوسی به داستان‌سرا بودن همسر خود اشاره دارد. بدین روی همسر فردوسی را نخستین زن نقال شاهنامهٔ فردوسی و روایتگر تاریخ ایران می‌توان شمرد.

## اولین زن نقال ایران
این عنوان دروغین برای اولین بار توسط روزنامه‌های ایران و به اشتباه به هر دو نقال زن: ساقی عقیلی بنیان‌گذار بنیاد نقالی و فاطمه حبیبی زاد داده شد و سپس باعث شد این عنوان توسط دیگر رسانه‌ها با هدف تبلیغات برای خودشان اسنفاده شود.مقاله‌های گوناگونی در اثبات به دروغین بودن این ادعا با تکیه بر اسناد تاریخی نوشته و در رسانه‌های مختلف انتشار یافت.این اشتباه تا جایی پیش رفت که فیلمی با عنوان اولین زن نقال ایران ساخته شد که در آن علی‌رغم اشاره به مرشد بلقیس(زن نقالی که در محله ماشین دودی نقالی می‌کرده) فاطمه حبیبی زاد به عنوان اولین زن نقال ایران معرفی می‌شود. ساقی عقیلی در مصاحبه‌های بسیار با شبکه صدای آمریکا و شبکه خبری الآن و سایت ایران تئاتر این عنوان را رد کرده‌است و آن را تنها یک عنوان تبلیغاتی می‌داند. فاطمه حبیبی زاد هنوز این عنوان را رد نکرده‌است و در وبگاه شخصی خود، خود را به عنوان نخستین زن نقال ایران معرفی می‌کند.

## نخستین نقالان ایران
در تاریخ ایران، زنان نقال زیر در داستان‌گویی سرآمد بودند:
زنان خنیاگری که با ساز و گاهی با آواز نقالی عرفانی انجام می‌داده‌اند:
۱- فاطمه لُره (۵ ه‍.ق) نیمی از شهرت باباطاهر را برای تنبورنوازی و آوازخوانی فاطمه لُره همراه با خوانش اشعار او می‌دانستند. (فرخ‌زاد: ۵۶۹) ۲- بی‌بی تبریز اورامی (۴ ه‍.ق) (صفی‌زاده: ۶۲) ۳- ریحان خانم لرستانی (۵ ه‍.ق) (صفی‌زاده: ۶۹) ۴- خاتون دایراک رزبار (۸ ه‍.ق) بخشی از ترجمه فارسی شعری از او عبارت است از: «... زمانی هم‌چون سیمرغ به کمک رستم شتافته‌ام.» (صفی‌زاده: ۱۲۲) ۵- شعوانه (۴ ه‍.ق) (اجتهادی: ۶۵۰) ۶- عفت (۱۳ ه‍.ق)، دختر فتحعلی‌شاه (اجتهادی: ۷۰۹)
زنان خنیاگری‌که با ساز (عود، چنگ، دف، نقاره و…) و آواز نقالی بزمی انجام می‌داده‌اند:
۱- دِنانیز (۲ ه‍.ق) ۲- مهستی‌گنجه‌ای (۶ ه‍.ق) ۳- فاطمه قوال (۱۳ه‍.ق) (فرخ‌زاد: ۵۶۰) ۴- فردوس مطربه (۵ ه‍.ق) حمداله مستوفی نیز در «تاریخ گزیده» از او یاد کرده‌است. (فرخ‌زاد: ۶۰۴) ۵- ملّا فاطمه (۱۲ ه‍.ق) بزرگ‌ترین نقّال زمان کریم‌خان زند که بیست هزار بیت شعر را حفظ بود. (رستم‌الحکما: ۳۴۱) ۶- بانو فلفل (۱۲ ه‍.ق) (فرخ‌زاد: ۶۳۷)
نقالی بر پایهٔ نوشته‌های بهرام بیضایی و سخنان فریدون جنیدی و باستانی پاریزی، واژه‌ای نو برای هنر و پیشه‌ای کهن است که نام‌های گوناگونی را در طول تاریخ، عوض کرده‌است. نخستین مرد نقّال به درستی شناخته شده نیست و نیز نخستین زن نقال نیز از این ناشناختگی مستثنی نیست. چنان‌که اشاره شد یافتن نام و نشان نخستین زن نقال ایران در تاریخ و پیش از تاریخ این سرزمین ناممکن می‌نماید؛ چرا که نام و نشان او در هزارتوی تاریخ و پیش از تاریخ پنهان است. نخستین زن نقالی که نام‌اش ثبت شده آزادهٔ رومی است. (نقّالان)

## بانوی نقال ایرانی در دوره پهلوی
در دورهٔ پهلوی دوم، زنی نقال به نام بلقیس می‌زیسته و به گفته هوشنگ جاوید، بلقیس زن معرکه‌گیری بوده که به محله گارت‌ماشین (ایستگاه ماشین‌دودی) در محله شوش شهر تهران می‌آمده‌است. بینایی مرشد بلقیس ضعیف بود و زندگی خود را از راه نقالی می‌گذرانده‌است. (فاطمه حبیبی‌زاد: روزنامهٔ کارگزاران. ش ۵۳۴) مرشد بلقیس پس از انقلاب ایران نیز حضور داشته و مدیحه‌خوانی انجام می‌داده‌است.

## زنان نقال در روزگار معاصر
- برای نخستین بار پس از انقلاب اسلامی ایران و پس از مرشد بلقیس در جشنوارهٔ دانشجویی سال ۱۳۷۶ بود که بانوانی در نمایش فتحنامهٔ کلات (به کارگردانی: مرضیهٔ طلایی، مهرالسادات میرحسینی) به سبک نقالی به هنرنمایی پرداختند.
- در سال ۱۳۷۸ داود فتحعلی‌بیگی در ادارهٔ تئاتر ایران با دعوت از مرشد ولی‌اله ترابی کلاس‌های نقالی دایر کرد که هنرمندانی هم‌چون مینا صارمی، شیرین امامی  و… در آن حضور یافتند.  این‌کلاس نسلی از زنان نقال ایران را آموزش و پرورش داد. بدین روی در سال ۱۳۷۸ مینا صارمی در جشنوارهٔ آیینی سنّتی به اجرای نقالی پرداخت و چهار زن نقّال ایران (ساقی عقیلی، شیرین امامی، شقایق رهبری و زیبا عابدی) در جشنوارهٔ استان تهران با شیوه نقالی در نمایش خاتون به ایفای نقش پرداختند.
- در جشنوارهٔ آیینی سنتی سال ۱۳۸۰ ساقی عقیلی و ساسان مهرپویان در نمایش عاشق‌کُشون نقش دو نقال را داشتند که برای یکدیگر و تماشاگران نقالی می‌کردند و هم‌زمان در تالار دیگری فاطمه حبیبی‌زاد، اجرای نقالی داشت که مرشد ولی‌اله ترابی نیز عصای خود را به وی به صورت نمادین، پیشکش نمود. در این جشنواره، ساقی عقیلی به عنوان بهترین بازیگر زن از سوی تماشاگران برگزیده شد. در این جشنواره شیرین امامی نیز به اجرای نقالی پرداخت.
- در جشنوارهٔ آیینی سنتی سال ۱۳۸۲ دو زن نقال ایران، فاطمه حبیبی‌زاد و ساقی عقیلی در کنار ساسان مهرپویان و رضا پاپی در یک نقّالی چهار نفره هنرنمایی کردند. در همین سالها سارا عباسپور هم زیر نظر داوود فتحعلی بیگی کار خود را آغاز کرد

## زنان نقال هم‌روزگار
شاید بتوان نخستین زنان نقال ایران را که در ایران و جهان در سال‌های اخیر فعالیت نمودند چنین فهرست نمود:
- مینا صارمی، نخستین بانوی نقال ایران که در جشنوارهٔ آیینی سنتی به‌اجرای نقالی پرداخت.
- ساقی عقیلی، شقایق رهبری، شیرین امامی و زیبا عابدی، نخستین بانوان نقال ایران که به‌طور هم‌زمان در جشنوارهٔ استان تهران، نقالی کردند.
- ساقی عقیلی، نخستین بانوی نقال مقیم ایران بوده که به دعوت اروپاییان در می۲۰۰۸ در کشور ایتالیا نقّالی کرد.
- آرام قاسمی نخستین نقال ایران که از ویدئو پروجکشن در نقالی خود بهره‌گیری می‌نماید.[۹]

## زنان نقال عضو بنیاد فردوسی
فهرست نقالان عضو بنیاد فردوسی به سی نفر می‌رسد که از آن میان کسانی که بیشترین اجراهای نقالی را بر عهده داشته‌اند بانوان نقال ایران بوده‌اند. این اجراها در نشستهای تخصصی شاهنامه‌پژوهی در سرای اهل قلم، نمایشگاه بین‌المللی کتاب تهران و پاتوق شاهنامه‌خوانی باشگاه فردوسی فرهنگ‌سرای اندیشه در شهر تهران و کنگره‌های جهانی فردوسی از سال ۱۳۸۶ تا کنون بوده‌است.
شیرین امامی، پریسا سیمین‌مهر، مرجان صادقی‌نایینی، سارا عباسپور، فاطمه حیدری‌فر، فهیمه باروتچی و فاطمه غلامی از جمله اعضای زنان نقال بنیاد فردوسی در ایران هستند.
از برترین اجراهای این بانوان که به دعوت رسمی بنیاد فردوسی در کشورهای اروپایی انجام شده‌است، می‌توان به اجرای سارا عباسپور در جشن هزارهٔ شاهنامه در تالار کنفرانس عمومی یونسکو (۱۱ فروردین ۱۳۸۹) در پاریس فرانسه اشاره نمود. هم‌چنین اجرای دیگری برای مرجان صادقی‌نایینی در پنجمین کنگره جهانی فردوسی (۸ خرداد ۱۳۸۹) در مرکز کنسرت‌هاوس شهر برلین آلمان به کوشش بنیاد فردوسی فراهم آمد.

## ثبت نقالی در یونسکو
تدوین پروندهٔ ثبت جهانی نقالی با همکاری سازمان میراث فرهنگی و گردشگری، بنیاد فردوسی، خانهٔ تئاتر و مرکز هنرهای نمایشی کشور ایران انجام پذیرفته‌است. ثبت پروندهٔ «نقالی» در ششمین اجلاس میراث معنوی ناملموس یونسکو در تاریخ ۲۷ نوامبر ۲۰۱۱ به ثبت جهانی رسید.
در سند پشتیبانان پروندهٔ ثبت نقالی در یونسکو افزون بر نهادهای کارگزار رسمی یاد شده ایران، برگی متعلق به نمایندگان نقالان ایران به چشم می‌خورد که نام دو تن از زنان نقال ایران،
ساقی عقیلی و فاطمه حبیبی‌زاد هم وجود دارد.